# Cold Springs (contea di El Dorado, California)
Cold Springs è un census-designated place (CDP) degli Stati Uniti d'America, situato nello stato della California, nella contea di El Dorado.